# ليلة النجوم على نهر الرون (لوحة)
لَيلَة النُجومْ على نَهر الرونْ ، هي إحدى الَوحات الليلية للرَسام الهولندي فينسنت فان جوخ، رَسَمها عام 1890 على ضفة نهر الرون والذي كان على بعد دقيقة أو دقيقتين فقط سيرًا على الأقدام من البيت الأصفر في ساحة لامارتين، والذي كان فان جوخ يستأجره في ذلك الوقت. قدمت سماء الليل وتأثيرات الضوء في الليل موضوعًا لبعض لوحات فان جوخ الأكثر شهرة، بما في ذلك لوحة «شرفة مقهى في الليل» (تم رسمها في وقت سابق من نفس الشهر) وفي شهر يونيو 1889، رسمَ لوحته الشَهيرة «ليلة النجوم».
تم عرض ليلة النجوم، الموجود الآن في متحف أورسيه في باريس، لأول مرة في عام 1889 في معرض باريس السنوي. تم عرضها مع لوحة أخرى لفان جوخ «سوسن»، والتي أضافها ثيو شقيق فينسينت، على الرغم من أن فينسنت قد اقترح تضمين إحدى لوحاته التي رَسَمها عَن الحدائق العامة في آرل.

## موضوع أللوحة
تُصَور اللوحة منظر من الرصيف المَوجود على الجانب الشرقي لنهر الرون، في ضفة النهر باتجاه الشاطئ الغربي، يَنجَدر من الشمال، يتجه الرون إلى اليمين عند هذه النقطة ليحيط بالصخور التي بنيت عليها آرل. من أبراج سانت جوليان وسان تروفيم على اليسار، يتبع المتفرج الضفة الشرقية حتى الجسر الحديدي الذي يربط آرل بضاحية ترينكويتالي على الضفة الغربية اليمنى. هذا يعني وجهة نظر فان جوخ لِرَسم اللوحة كانَت من البيت الأصفر في ساحة لامارتين باتجاه الجنوب الغربي. 43°40′57″N 4°37′49″E / 43.682367°N 4.630287°E ، كما هو مذكور أدناه، لا يتوافق هذا مع النجوم الَتي صَورها فان جوخ في اللوحة والتي تَظهَر على أنها نُجوم مجمة بنات نعش المَوجودة في كَوكَبة الدب الأكبر والَتي مِن غَير المُمكِن ان تَكون مرئيًا من هذا الاتجاه.

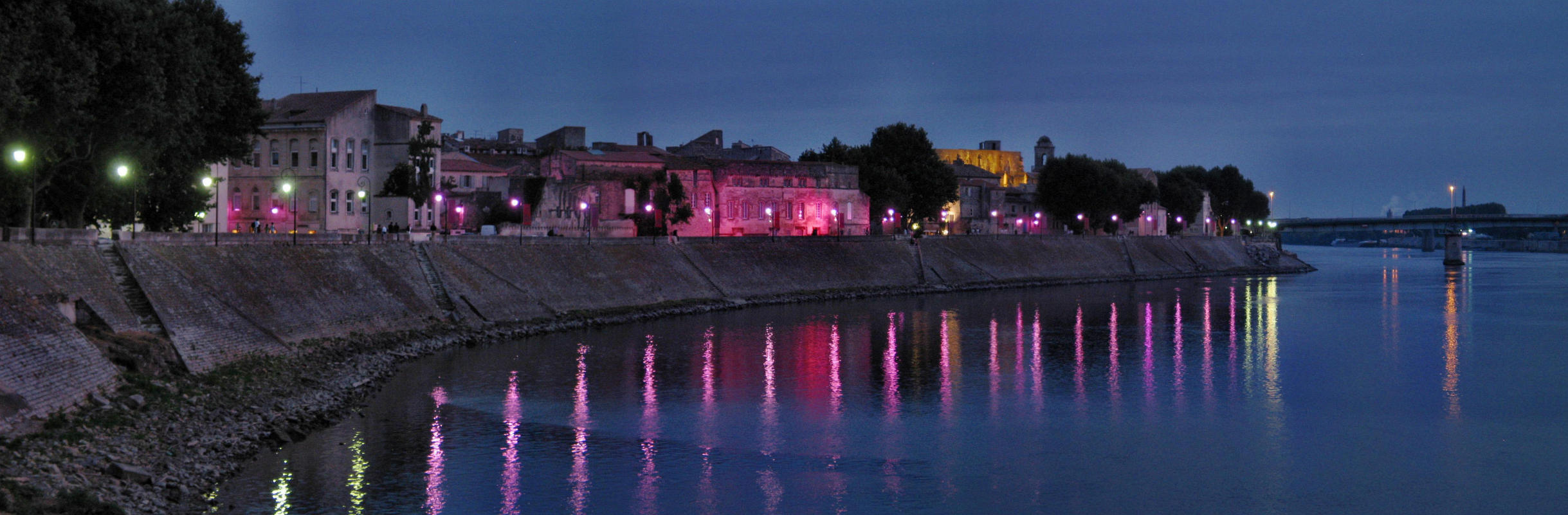
منظر مشابه للموقع ، 2008.

## منشأ
أخبَرة فان جوخ ووصف تكوين اللوحة في رسالة إلى شقيقه ثيو:
يتضمن رسماً صغيراً من 30 قطعة قماش مربعة - باختصار السماء المرصعة بالنجوم مرسومة بالليل، في الواقع تحت إضاءة مصابيح الغاز. لَون السماء زبرجد، لَون الماء أزرق ملكي، لَون الأرض بنفسجي. لَون البلدة زرقاء وأرجوانية. لون مصابيح الغاز أصفر والانعكاسات عبارة عن ذهب خمري ينحدر إلى برونزي أخضر. في حقل الزبرجد في السماء، يظهر الدب الكبير باللونين الأخضر والوردي المتلألئين، ويتناقض شحوبه الرصيف مع اللون الذهب الوحشي لمصابيح الغاز. مَع شُخوص ملونة لعشاق في المقدمة.
في الواقع، فإن المنظر الموضح في اللوحة يبتعد عن الدب الكبير، في الشمال. تشير المقدمة إلى إعادة العمل الثقيل، الرطب في الرطب، بمجرد الانتهاء من الحالة الأولى. من المحتمل أن تستند الرسومات التخطيطية للرسالة التي تم تنفيذها في هذا الوقت إلى التكوين الأصلي.

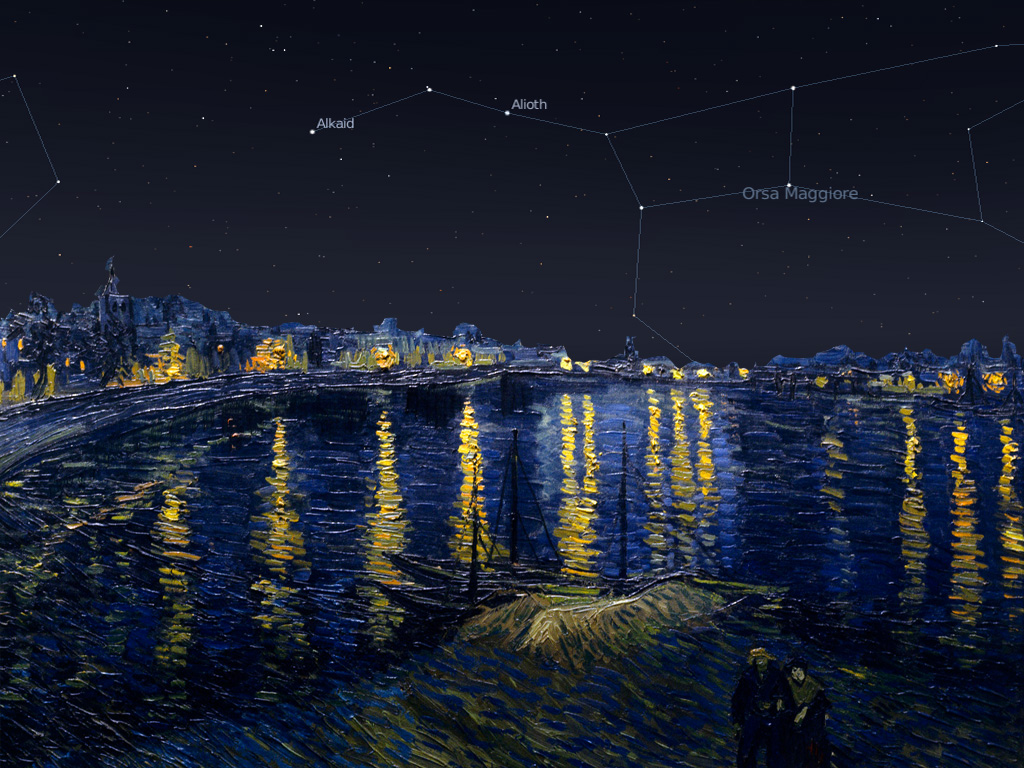
نُجوم مجمة بنات نعش المَوجودة في كَوكَبة الدب الأكبر.
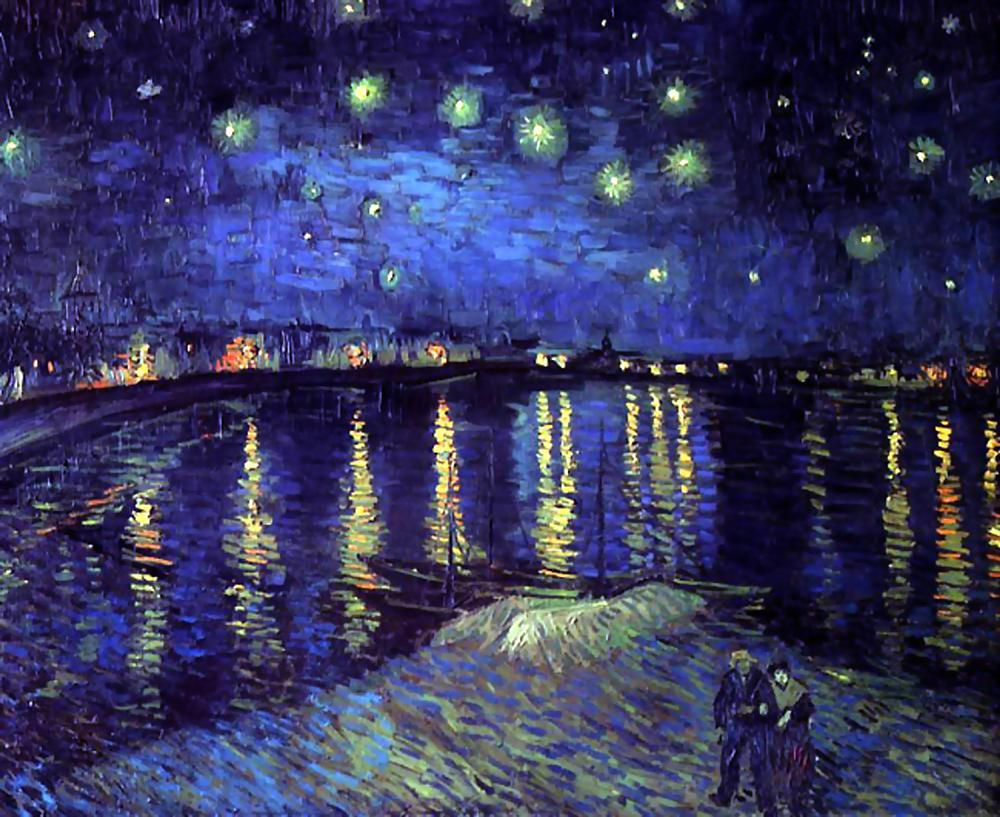
لَوحة لَيلَة النُجومْ على نَهر الرونْ لفان جوخ.

## ألوان الليل
أثار تحدي الرسم في الليل اهتمام فان جوخ. سمح له المَوقه المتميز الذي اختاره لـ ليلة النجوم بالتقاط انعكاسات إضاءة مصابيح الغاز في آرل عبر المياه الزرقاء المتلألئة لنهر الرون. وفي المقدمة، اثنان من العشاق يتجولان على ضفاف النهر.
كان تصوير اللون ذا أهمية كبيرة لفنسنت؛ في رسائل إلى أخيه ثيو، غالبًا ما كان يصف الأشياء في لوحاته من حيث اللون. تؤكد لوحاته الليلية، بما في ذلك ليلة النجوم، على الأهمية التي يوليها لالتقاط الألوان البراقة لسماء الليل والإضاءة الاصطناعية التي كانت جديدة في ذلك العصر.

## المَراجع
1. 1 2  "Letter to Eugène Boch including a sketch of Starry Night over the Rhone painting". مؤرشف من الأصل في 2012-07-29.
2. ↑  Letter 543 نسخة محفوظة 2020-08-06 على موقع واي باك مشين.
3. ↑  For a tracing of the original composition see Roland Dorn 1990, ill. p. 388